# Verdes Ecologistas
Los Verdes Ecologistas (griego: Οικολόγοι Πράσινοι, Oikologoi Prasinoi) es un partido político griego ecologista. Fue fundado en 2002 como fusión de otros partidos y grupos ecologistas griegos.

## Fundación
El Forum Ecológico, encargado de formar el nuevo partido, fue creado a proposición del grupo local Movimiento Ecológico de Tesalónica (Οικολογική Κίνηση Θεσσαλονίκης, Oikologiki Kinisi Thessalonikis). El Forum reunió a miembros de la organización Políticas Verdes (Πράσινη Πολιτική, Prasini Politiki) y el anterior miembro griego del Partido Verde Europeo con otros grupos locales y ecologistas independientes.
Los días 7-8 de diciembre de 2002, el Eco Forum reunido en el edificio de la Asociación de Abogados de Atenas, anunció oficialmente la creación de Verdes Ecologistas y eligió un consejo de 18 miembros para coordinar el establecimiento de la nueva entidad política. En los meses siguientes, se crearon diferentes grupos de temáticos para dar forma a sus principios directores (políticas y de organización), que fueron adoptados en marzo de  2003 en la Universidad Panteion.

## Ideología

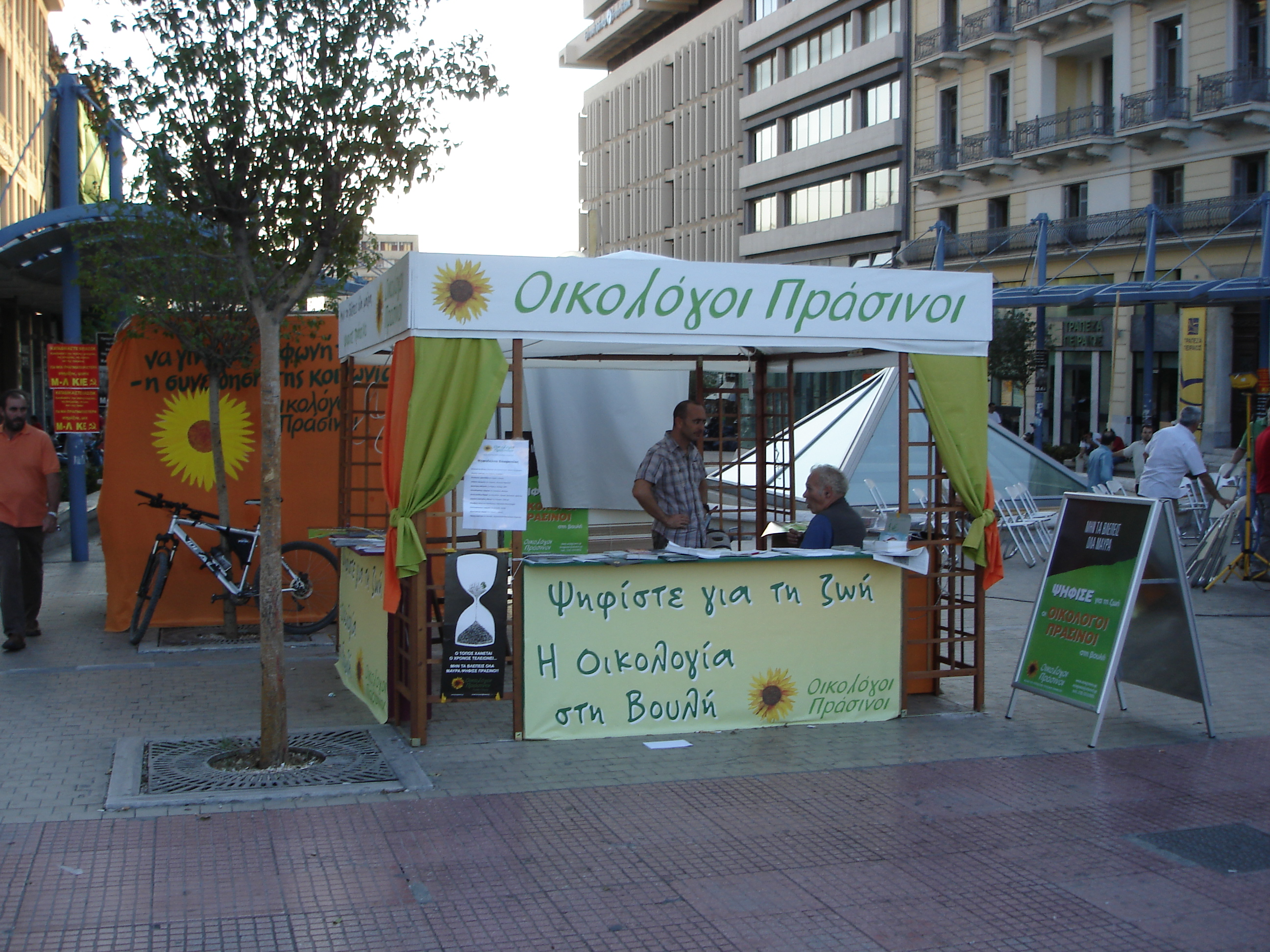
Stand de los Verdes Ecologistas en Atenas durante las elecciones legislativas de 2007.

Los principio básicos de los Verdes Ecologistas aparecen en su constitución: sostenibilidad, justicia social, no violencia, democracia directa y participación ciudadana, respeto a la diversidad, descentralización, protección y restauración de ecosistemas, calidad de vida, responsabilidad social y personal e igualdad.

## Resultados electorales
| 2004 | Parlamento Europeo              | 40.873     | 0.67 | 0      |
| 2006 | Locales (Atenas)                | 3.822      | 1.39 | 0      |
| 2006 | Local (Tesalónica)              | 25.655     | 4.6  | 2      |
| 2007 | Legislativas                    | 75.529     | 1.05 | 0      |
| 2009 | Parlamento Europeo              | 178.964    | 3.49 | 1      |
| 2009 | Legislativas                    | 173.439    | 2.53 | 0      |
| 2010 | Elecciones locales (periferias) |            | 2.9  | 11/725 |
| 2012 | Legislativas de mayo            | 185.410    | 2.93 | 0      |
| 2012 | Legislativas de junio           | 54.421     | 0.88 | 0      |
| 2014 | Elecciones locales (periferias) |            |      | 26/703 |
| 2014 | Parlamento Europeo              | 51.673     | 0.90 | 0      |
| 2015 | Legislativas de enero           | Con SYRIZA | -    | 1      |
| 2015 | Legislativas de septiembre      | Con SYRIZA | -    | 2      |
| 2019 | Parlamento Europeo              | 49,111     | 0.87 | -      |

## Organización
Los Verdes Ecologistas es un partido político en parte descentralizado en movimientos políticos locales (distritos municipales y organismos regionales). El consejo Panhelénico (SP) de 18 miembros es elegido en 2/3 en las conferencias regionales, y en 1/3 en la conferencia a nivel regional. El ejecutivo central (NA) es de 6 miembros y está bajo el control político del pacto de estabilidad.